# Ommatius jabalpurensis
Ommatius jabalpurensis är en tvåvingeart som beskrevs av Joseph och Parui 1983. Ommatius jabalpurensis ingår i släktet Ommatius och familjen rovflugor. Inga underarter finns listade i Catalogue of Life.